# جهان چانک
جهان چانک (انگلیسی: Cihan Çanak؛ زادهٔ ۲۴ ژانویهٔ ۲۰۰۵) بازیکن فوتبال اهل بلژیک است.
از باشگاه‌هایی که در آن بازی کرده است می‌توان به باشگاه فوتبال استاندارد لیژ اشاره کرد.
وی همچنین در تیم‌های ملی فوتبال زیر ۱۷ سال بلژیک، زیر ۱۸ سال بلژیک، زیر ۱۹ سال بلژیک، و زیر ۲۱ سال ترکیه بازی کرده است.